# Panus maculatus
Panus maculatus är en svampart som beskrevs av Berk. 1855. Panus maculatus ingår i släktet Panus och familjen Polyporaceae.   Inga underarter finns listade i Catalogue of Life.